# Sagor om en blek mystisk måne efter regnet
Sagor om en blek mystisk måne efter regnet (Ugetsu monogatari 雨月物語) är en japansk skräckfilm från 1953 i regi av Mizoguchi Kenji. Filmen är baserad på noveller ur en bok av Ueda Akinari med samma titel. Den vann Silverlejonet vid Venedigs filmfestival. Den är ett exempel på filmgenren jidaigeki och utspelar sig i Azuchi-Momoyama periodens Japan. Huvudrollerna har Masayuki Mori och Machiko Kyō. Den är en av Mizoguchis mest firade filmer och av kritiker betraktad som ett mästerverk i japansk film och intar en definitiv tätplats under Japans gyllene år av film. Tillsammans med Akira Kurosawas film Rashōmon från 1950 anses Ugetsu monogatari vara det verk som gjorde japansk film allmänt känd i väst.

## Handling
Ugetsu monogatari utspelar sig i byar som ligger längs Biwasjöns stränder i Ōmi-provinsen på sent 1500-tal. Den rör sig kring två par av bönder – Genjurō och Miyagi, Tōbei och Ohama – som blir hemlösa när Shibata Katsuies armé sveper genom deras lantliga by, Nakanogō. Genjurō, krukmakaren, tar sina varor till grannbyn Ōmizo. Han följs av Tōbei, som drömmer om att bli en samurai.

## Rollista i urval
- Machiko Kyō - Lady Wakasa
- Mitsuko Mito - Ohama
- Kinuyo Tanaka - Miyagi
- Masayuki Mori - Genjurō
- Eitaro Ozawa - Tōbei (som Sakae Ozawa)
- Ikio Sawamura - Genichi
- Kikue Mōri - Ukon, Lady Wakasas amma
- Ryōsuke Kagawa - Byäldste